# Banteay Meanchey
Banteay Meanchey (alternativt Banteay Mean Cheay) är en av 20 provinser i Kambodja. Den ligger i nordväst och dess huvudstad är Sisophon. Staden Poipet ligger på gränsen till  Thailand.

## Administrativ indelning
Provinsen är indelad i åtta distrikt (srok), vilka i sin tur är indelade i 64 kommuner (khum) och 634 byar (phum).
- 0102 Mongkol Borei (មង្គលបុរី)
- 0103 Phnom Srok (ភ្នំស្រុក)
- 0104 Preah Netr Preah (ព្រះនេត្រព្រះ)
- 0105 Ou Chrov (អូរជ្រៅ)
- 0106 Serei Saophoan (សិរីសោភ័ណ)
- 0107 Thma Puok (ថ្មពួក)
- 0108 Svay Chek (ស្វាយចេក)
- 0109 Malai (ម៉ាល័យ)